# 29430 Mimiyen
29430 Mimiyen este un asteroid din centura principală de asteroizi.

## Descriere
29430 Mimiyen este un asteroid din centura principală de asteroizi. A fost descoperit pe 6 aprilie 1997 la Socorro, New Mexico, în cadrul proiectului LINEAR. Asteroidul prezintă o orbită caracterizată de o semiaxă mare de 2,28 ua, o excentricitate de 0,10 și o înclinație de 6,4° în raport cu ecliptica.